# Compagnie du chemin de fer de Semur-en-Vallon
 (août 2020).
Si vous disposez d'ouvrages ou d'articles de référence ou si vous connaissez des sites web de qualité traitant du thème abordé ici, merci de compléter l'article en donnant les références utiles à sa vérifiabilité et en les liant à la section « Notes et références ».
La Compagnie du chemin de fer de Semur-en-Vallon exploite à Semur-en-Vallon dans le département de la Sarthe le petit train de Semur, un chemin de fer touristique à voie étroite (0,60 m) qui vous emmène vers le Muséotrain.

## Histoire

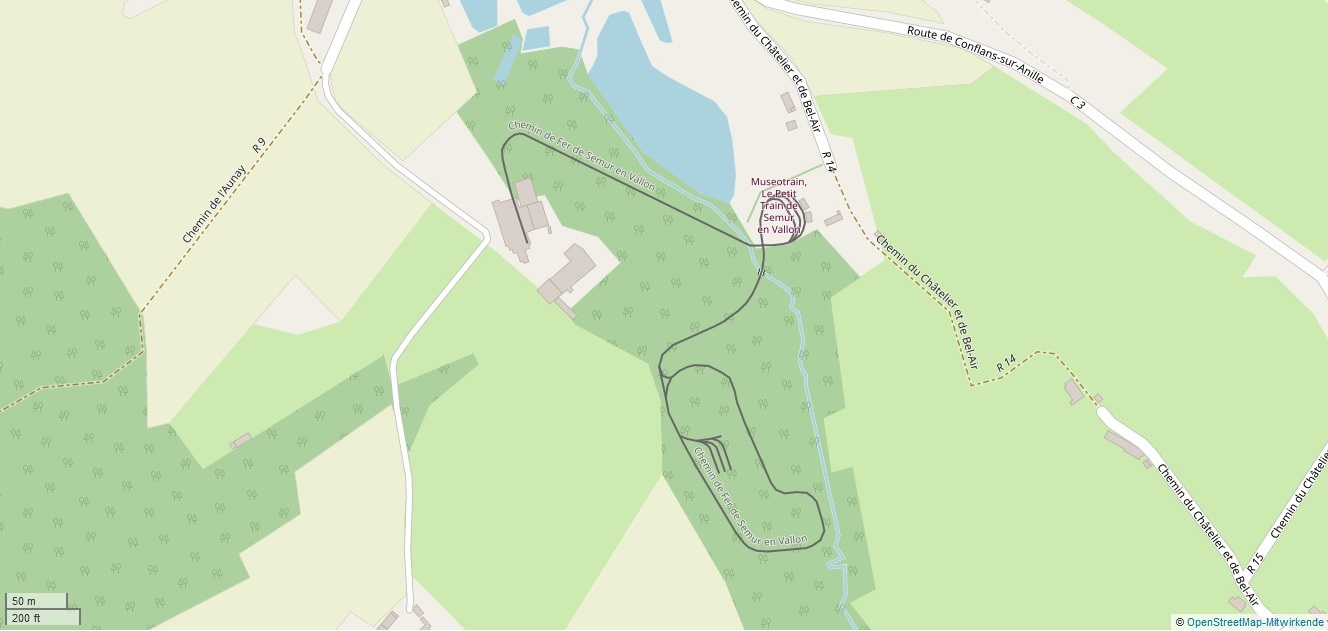
Chemin de fer de Semur-en-Vallon.

La Compagnie du chemin de fer de Semur-en-Vallon est une association de bénévoles. L’aventure a commencé en 1968, avec un petit train à voies de 60 autour d’un plan d’eau en 1972. Année après année, le petit train a grandi, le parcours a évolué, du nouveau matériel est récupéré dans des carrières ou d’anciennes mines, puis en 1980 il lui est proposé une voiture de rame Sprague du Métro parisien, ce fut la naissance du Musée.
Depuis, d’autres voitures ou locotracteurs furent récupérés, tant à voie normale qu’en voie étroite de 60 cm.
En 2010, la CEMNAD (Comité Evryen pour la création du Musée national Decauville) propose d’accueillir sa collection car il devenait impossible de réaliser ce Musée à Évry.
Une importante partie du matériel que sauvegardé était fabriqué par Decauville, donc l’idée de dédier le musée à ce fabricant a rapidement germé, d’autant plus que le projet de bâtiment du futur musée était à l’étude.
Le bâtiment du musée a été terminé en 2013, il abrite maintenant l’essentiel du matériel sauvegardé, à l’exception du matériel en voie de 60 servant à l’exploitation du train touristique.
Le site se compose d’une gare où les visiteurs sont accueillis, avec un large parking, un réseau constitué d’éléments de voies de 60 cm portables (c’est ce que l’on appelle la « voie Decauville » du nom de son inventeur Paul Decauville) un Muséotrain inauguré en 2019 et dédié en grande partie à l’œuvre de Paul Decauville, une gare « Decauville » et le dépôt.

## Itinéraire
Les visiteurs embarquent dans un petit train depuis la gare de Semur-en-Vallon, ils sont transportés jusqu’à la gare du Musée, visite, puis trajet en train pour le retour vers la gare.

## Musée
Le bâtiment, de 700 m2, abrite une collection de véhicules et d’objets ferroviaires, dont un grand nombre présente l’œuvre de Paul Decauville, plusieurs écrans vidéo agrémentent la visite en présentant le matériel en exploitation.
En projet : la reconstitution d’un carreau de mine, comme il en existait à Juigné-sur-Sarthe, avec la mise en valeur des ponts roulants sauvegardés des anciennes fonderies de Saint-Pavin (1880).
Des animations ponctuelles peuvent être organisées comme la Nuit des musées.